# Cửu khiếu
Cửu khiếu (nghĩa là chín lỗ) hay Chín vía  (hoặc Chín phách) là phần thể xác liên quan đến phụ nữ trong tín ngưỡng và văn hóa Việt Nam. Văn hóa Việt Nam vốn là văn hóa truyền miệng nên thường có nhiều dị bản và gây khó hiểu. Sau đây là một số cách giải thích chi tiết hơn về cửu khiếu.

## Các cách giải thích
- Sách của Đào Duy Anh (xem tham khảo), thiên thứ ba, chương VI "Tín ngưỡng và tế tự" ghi rằng:

Hồn là cái linh phụ vào phần khí của người, là phần khinh thanh, người ta chết thì bay lên không; còn phách là cái linh phụ vào phần hình của người, là phần trọng trọc, khi người ta chết thì tiêu xuống đất. Đàn ông có ba hồn phụ vào tam tiêu và bảy phách (vía) phụ vào thất khiếu, đàn bà thì có chín phách (vía) phụ vào cửu khiếu.
Và chú thích:
- Tam tiêu là miền miệng trên dạ dày là thượng tiêu, miền giữa dạ dày là trung tiêu, miền trên bàng quang là hạ tiêu.
- Thất khiếu là bảy cái lỗ trên mặt: hai mắt, hai tai, hai lỗ mũi, và miệng.
- Cửu khiếu là thất khiếu với hai khiếu: lỗ sinh thực khí và hậu môn

- Sách của Hoàng Quốc Hải (xem tham khảo), chương "Việc tang việc hiếu" ghi rằng:

Theo quan niệm cổ xưa, con người có 7 lỗ (thất khiếu) để hấp thụ vật chất, tinh thần mà trưởng thành. Bảy lỗ đó là: hai mắt, hai tai, hai lỗ mũi và miệng. Đàn bà có thêm lỗ vú và lỗ sinh dục để đẻ và nuôi con. Khi hết chức năng sinh đẻ lại trở về thất khiếu (Phật giáo phân biệt các động vật cao cấp, hễ đã có cửu khiếu (9 lỗ) đều có thể tu Phật. Vì vậy, trong lịch sử có Tôn Hành giả gốc từ con khỉ. Cửu khiếu trong trường hợp này kể cả đàn ông và đàn bà tính theo thế ổn định: 2 lỗ tai, 2 lỗ mắt, hai lỗ mũi, miệng, lỗ sinh dục, lỗ bài tiết).